# Maripaz Crespo Marzo
Maripaz Crespo Marzo (València, agost de 1943) és una infermera valenciana.
Es filla única, i procedix d'una família de Russafa. Va ser infermera a l'àmbit de les addiccions durant 25 anys, àmbit al que es va introduir per curiositat.
És diplomada d'infermeria, anomenada llavors Ajudant Tècnic Sanitari (ATS). Les pràctiques amb relació a la diplomatura les va realitzar en la Càtedra de Farmacologia, concretament, al laboratori de farmacologia on li van oferir treball. A més, va cursar el "III Curs de Màster en Drogodependències i SIDA" al Col·legi Oficial de Metges de Màlaga i a l'Institut d'Investigació en Ciències Socials (ACIPAIS).
Va treballar a l'Hospital Clínic Univesitari de València, més exactament al departament de prematurs i urgència durant 2 anys.